# 伊斯帕尼亚克
伊斯帕尼亚克（法語：Ispagnac，法語發音：[ispaɲak]）是法国洛泽尔省的一个市镇，属于弗洛拉克区。

## 地理
伊斯帕尼亚克（44°22'14"N, 3°32'9"E）面积53.71 平方千米，位于法国奧克西塔尼大區洛泽尔省，该省份为法国南部内陆省份，北起上盧瓦爾省和康塔爾省，西接阿韦龙省，南至加尔省，东临阿尔代什省。
与伊斯帕尼亚克接壤的市镇（或旧市镇、城区）包括：圣博济勒、圣艾蒂安-迪瓦尔多内、莱邦东、贝杜埃斯-科屈雷斯、戈尔日迪塔恩科斯。

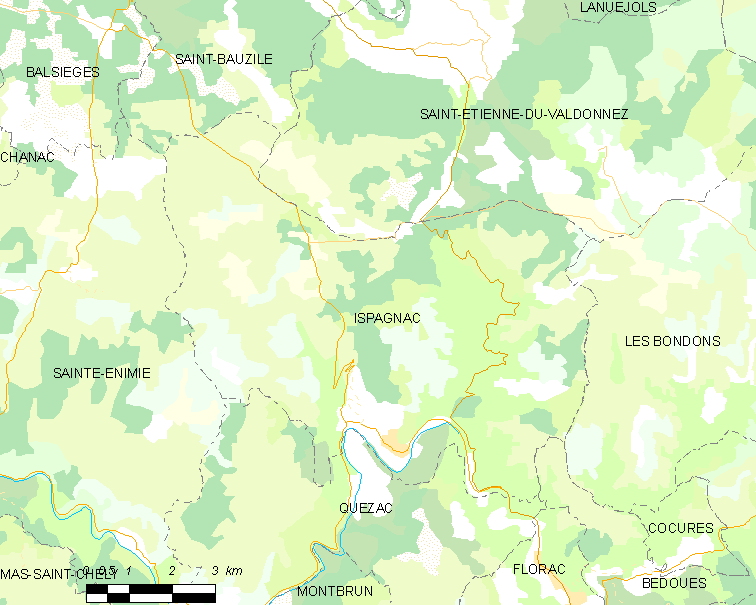
伊斯帕尼亚克的OSM定位图

伊斯帕尼亚克的时区为UTC+01:00、UTC+02:00（夏令时）。

## 行政
伊斯帕尼亚克的邮政编码为48320，INSEE市镇编码为48075。

## 政治
伊斯帕尼亚克所属的省级选区为弗洛拉克三河镇县。

## 人口

1962-2008年间伊斯帕尼亚克人口变化图示

伊斯帕尼亚克于2022年1月1日时的人口数量为897人。